# The Hurt Business (wrestling)
The Hurt Business – męski tag team w profesjonalnym wrestlingu, w którego skład wchodzą Shelton Benjamin i Cedric Alexander, występujący w federacji WWE, przynależąc do brandu Raw. Wcześniej Hurt Business było stajnią, której oryginalny skład obejmował również Montela Vontaviousa Portera (MVP), który był oryginalnie liderem oraz Bobby'ego Lashleya.
Stajnia jest nawiązaniem do Beat Down Clan, innej grupy istniejącej w Total Nonstop Action Wrestling, w której skład wchodzili dwaj byli członkowie Hurt Business, Bobby Lashley i MVP oraz inni zawodnicy TNA, Kenny King, Low Ki, Homicide, Samoa Joe i Hernandez.

## Historia

### Formacja grupy (2020)
11 maja 2020 na Raw MVP zaoferował pomoc Bobby'emu Lashley'owi, w zdobyciu WWE Championship z rąk Drew McIntyre'a. Na Backlash Lashley nie zdołał zdobyć tytułu, po tym jak jego żona Lana rozproszyła go i kosztowała go walkę. Następnego dnia Lashley za namową MVP i sfrustrowaniem sytuacją z zeszłej nocy zażądał od Lany rozwodu.
22 czerwca Lashley zaatakował ówczesnego posiadacza United States Championship Apollo Crewsa. MVP następnie zaprezentował nowy projekt pasa, reprezentującego United States Championship, nazywając siebie prawdziwym mistrzem. Tego samego dnia Lashley zwyciężył Crewsa, w walce bez tytułu na szali, wskutek czego MVP otrzymał walkę o mistrzostwo na The Horror Show at Extreme Rules, którą jego lider wygrał przez walkower, przez co nie zdobył mistrzostwa, aczkolwiek sam ogłosił się nowym mistrzem. Następnego dnia na Raw do grupy dołączył Shelton Benjamin, któremu wcześniej Lashley i MVP pomogli zdobyć 24/7 Championship. Ugrupowanie zostało następnie nazwane The Hurt Business. 3 sierpnia powracający Crews pokonał MVP'iego, broniąc mistrzostwa United States i zarazem odbierając mu nowy pas mistrzowski. Do rywalizacji włączyli się sojusznicy Crewsa - Ricochet i Cedric Alexander. Grupy wymieniały między sobą zwycięstwa przez kolejne tygodnie.

### Przejęcie mistrzostw (2020–2021)
Na SummerSlam MVP podjął kolejnej, nieudanej próby zdobycia United States Championship od Crewsa. Tydzień później na Payback Lashley odebrał tytuł Crewsowi. 7 września Cedric Alexaner zdradził swoją drużynę, dołączając do Hurt Business.
Hurt Business następnie rozpoczęli feud z Raw Tag Team Championami The New Day. New Day zdołało dwukrotnie zachować nad nimi tytuły, lecz na gali TLC: Tables, Ladders & Chairs, 20 grudnia, Cedric Alexander i Shelton Benjamin, reprezentujący grupę, zwyciężyli mistrzów i zdobyli tytuły. 
Począwszy od grudnia Lashley rywalizował z Riddle'm, który niedługo potem stał się pretendentem do dierżawionego przez niego mistrzostwa Stanów Zjednoczonych WWE. Lashley zdołał utrzymać nad nim mistrzostwo 1 lutego 2021, kiedy spowodował dyskwalifikację, zapinając mu full nelson, dookoła lin. Riddle co tydzień wygrywał z innymi członkami Hurt Business, doprowadzając nawet do kontuzji MVP'iego. 8 lutego, Keith Lee pokonał Riddle'a, a następnie Lashley zaatakował ich obu, na skutek czego WWE zaplanowało Triple Threat o tytuł Lashleya na Elimination Chamber. Na gali Lee został zastąpiony przez Johna Morrisona, którego podczas meczu przypiął Riddle, aby zdobyć WWE United States Championship. Lashley pojawił się jeszcze tego samego dnia, po walce wieczoru gali, gdzie zaatakował świętującego mistrza WWE, Drew McIntyre'a, pomagając Mizowi pomyślnie zrealizować kontrakt Money in the Bank na McIntyre.
Nieco ponad tydzień później, Lashley pokonał Miza na Raw z 1 marca 2021, aby wygrać WWE Championship po raz pierwszy, w swojej karierze. Po 85 dniach panowania, 15 marca 2021, Benjamin i Alexander stracili tytuły Raw Tag Team z powrotem do New Day. Tydzień później McIntyre pokonał byłych mistrzów Raw Tag Team, w handicap matchu, usuwając ich z okolic ringu podczas pojedynku na WrestleManii 37, przeciwko Lashleyowi o dzierżawione przez niego WWE Championship. Tydzień później MVP i Lashley wyrzucili Alexandra i Benjamina z grupy Hurt Business, z powodu tego, że we dwójkę nie potrafili „zniszczyć” McIntyre'a. Podczas pierwszej części WrestleManii 37 Lashley pokonał McIntyre'a, broniąc WWE Championship. 

### Reformacja (2021–2022)
27 września na Raw Cedric Alexander i Shelton Benjamin pomogli Lashleyowi odeprzeć atak ze strony New Day, reformując Hurt Business.  Cała czwórka została wybrana przez brand Raw podczas Draftu 2021. 22 listopada Alexander zdobył WWE 24/7 Championship, pokonując Reggiego, jednakże szybko utracił tytuł na rzecz Dany Brooke.  

### Współpraca Alexandra z Bejaminem (od 2022)
Hurt Business ponownie rozpadło się 10 stycznia 2022 na Raw, wbrew Benjamin i Alexander kontynuowali współpracę jako duet. 

## Członkowie

### Obecni Członkowie
| Członek          | Członek | Okres                                                       |
| ---------------- | ------- | ----------------------------------------------------------- |
| Shelton Benjamin |         | 20 czerwca 2020 – 22 marca 2021, 27 września 2021 – obecnie |
| Cedric Alexander |         | 7 września 2020 – 22 marca 2021, 27 września 2021 – obecnie |

### Byli członkowie
| Członek                                | Członek | Okres                           |
| -------------------------------------- | ------- | ------------------------------- |
| Montel Vontavious Porter (MVP) (lider) |         | 11 maja 2020 – 10 stycznia 2022 |
| Bobby Lashley (dyrektor generalny)     |         | 11 maja 2020 – 10 stycznia 2022 |

## Mistrzostwa i osiągnięcia
- WWE
  - WWE 24/7 Championship (4 razy) – Benjamin (3), Alexander (1)[29]
  - WWE United States Championship (1 raz) – Lashley[30]
  - WWE Raw Tag Team Championship (1 raz) – Alexander i Benjamin[31]
  - WWE Championship (1 raz) – Lashley[32]
  - Slammy Awards (1 raz)
    - Trash Talker of the Year (2020) – wspólnie z Lacey Evans[33]